# Розв'язання (музика)
Розв'язання в теорії музики — це перехід нестійкого звука ладу у стійкий або відносно стійкий, або перехід від дисонансу до консонансу. Необхідність і очікування розв'язання є найважливішим чинником тяжіння у тональній системі.
Складна система розв'язань мелодичної і акордової напруги властива насамперед європейській музиці XVII–XIX і більшості течій XX століття. Проте вона не характерна древній та середньовічній монодії, яким властивий принцип модального тяжіння, а також не властива атональній музиці XX–XXI століть, де діє принцип емансипованого дисонансу.